# Passerelle du Franc-Moisin
Passerelle du Franc-Moisin désigne successivement deux franchissements du canal Saint-Denis à Saint-Denis (Seine-Saint-Denis), le premier étant une passerelle créée en 1998 et ayant vocation à être démantelée, le second étant une passerelle mise en service en juin 2024 et qui réutilise le tablier de l'ancien pont tournant (2003-2023), qui jouxtait la première passerelle.
Ces franchissements permettent de relier les quartiers du Franc-Moisin et du Stade de France. La liaison piétonne était assurée de manière préférentielle par les trottoirs du pont tournant, mais celui-ci a été l'objet de pannes récurrentes dans la décennie suivant son inauguration, amenant la municipalité à décider en 2021 de le remplacer par une passerelle fixe.

## Passerelle Lucie-Bréard

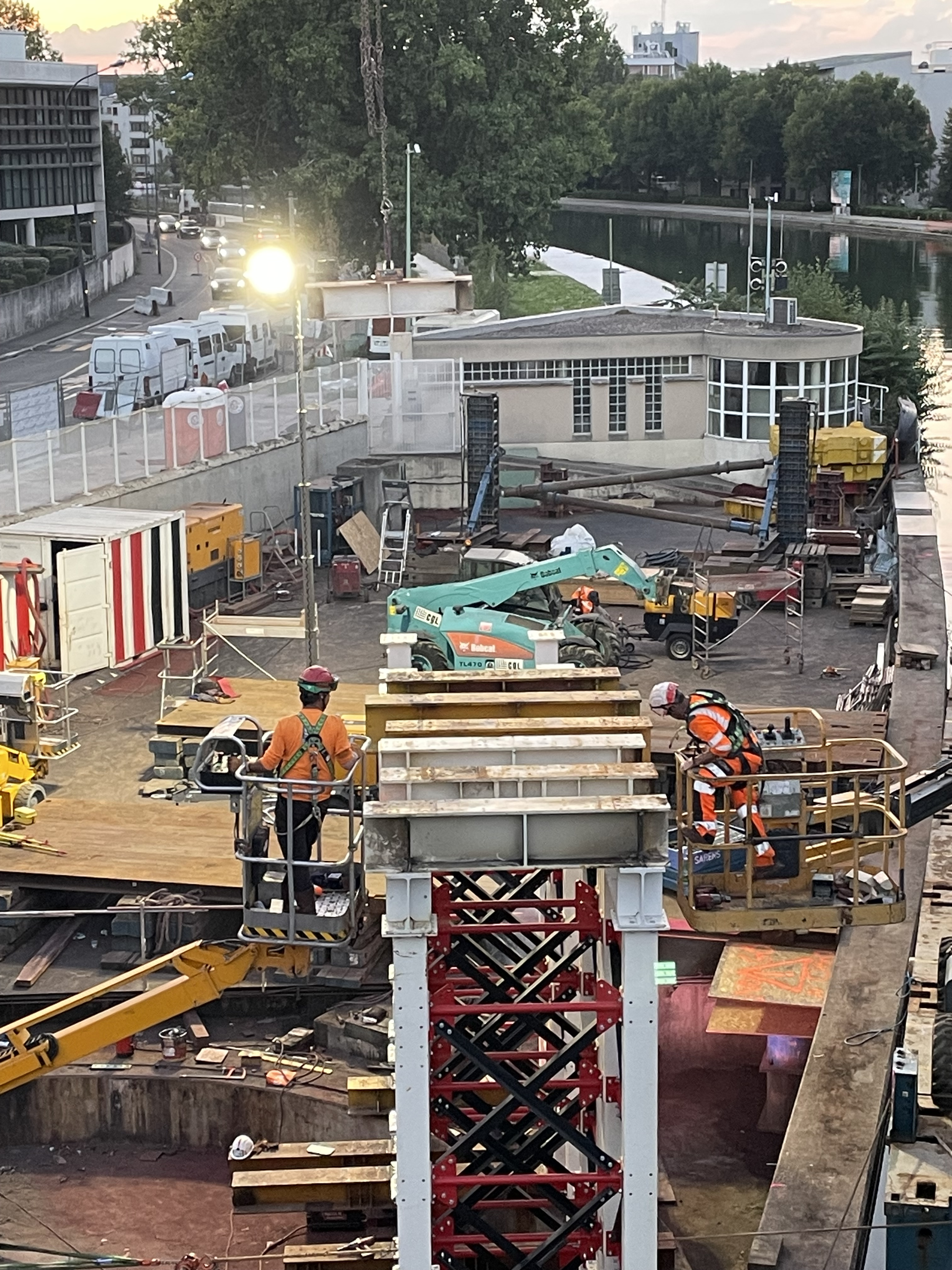
La préparation des piliers provisoires rive droite laisse apercevoir l'ancien mécanisme du pont tournant.

Quand il n'était pas en panne, malgré plusieurs réparations temporaires, la traversée du pont tournant n'était possible que quelques heures par jour en raison de l'usure de l'équipement qui impose de limiter les manœuvres et de maintenir le pont replié sur la rive ouest pour permettre le passage des péniches. Aussi en 2021, Plaine commune et la Solideo ont acté son remplacement par un nouveau franchissement réservé aux piétons et aux cyclistes, pour un coût estimé à 7 millions d'euros, la Solideo devant prendre en charge 80 % du coût estimé, afin de faciliter l'accès au Stade de France lors des Jeux olympiques de 2024. Ce projet vient se substituer au projet, qui n'avait pas convaincu de sa pertinence, de prolonger la passerelle de l'Écluse, l'autre passerelle piétonne franchissant le canal aux abords de la porte de Paris pour rendre le Stade de France accessible aux personnes à mobilité réduite (PMR) par le station de métro Saint-Denis - Porte de Paris de la ligne 13, qui n'était elle-même pas aux normes d'accessibilité.
Le projet de nouveau franchissement est présenté publiquement en juin 2022. S'il réutilise la structure du tablier de l'ancien pont tournant, le nouveau franchissement n'est pas accessible aux automobiles, mais réservé aux mobilités douces et accessible aux personnes à mobilité réduite. Une consultation des habitants est lancée pour déterminer l'aménagement des espaces publics aux abords de la passerelle.
La nouvelle passerelle est fixée une hauteur de 5,25 mètres au-dessus du canal, le tablier conservant sa largeur de 13 mètres et sa longueur de 40 mètres de long, des rampes d’accès piétonnes aux normes PMR étant disposées sur chaque rive du canal, ainsi que des escaliers permettant de raccourcir cette distance.
Le pont routier était utilisé à 80 % par un trafic de transit à la recherche d'un raccourci entre les autoroutes A86 et A1 et minoritairement pour des usages locaux. Le maire de Saint-Denis élu en 2020, Mathieu Hanotin, a donc estimé pouvoir valider un nouveau projet sans fonction routière : « À mon arrivée aux responsabilités en 2020, le pont tournant était déjà en panne depuis plusieurs mois, laissant passer les bateaux mais pas les habitants, relate le maire. Nous avons investi 250.000 euros pour le réparer… mais il n'a fonctionné que quatre jours avant qu'une autre pièce ne lâche ! ». La conception est confiée en 2022 au bureau d'études Schlaich Bergermann Partner avec Explorations Architecture et le paysagiste August (paysagiste), cotraitants. La Solidéo  doit apporter 5,5 millions d'euros à ce projet qui prévoit le réemploi du tablier de l'ancien pont routier.
La passerelle est accessible au flux des cyclistes. En effet, la passerelle trouve sa cohérence avec les pistes cyclables aménagéées entre 2022 et 202' sur les deux berges du canal Saint-Denis, avec le soutien financier de la Solideo, l’accessibilité cyclable des sites olympiques étant devenue une priorité, l'axe du canal s'intégrant dans un axe prioritaire du réseau Vélo Île-de-France, projet initié par le Collectif vélo Île-de-France.
Le réemploi du tablier de 52 mètres de long par l'entreprise Razel-Bec a permis un gain écologique et financier et induit une largeur de 11 mètres, permettant l'installation ultérieure de mobilier en bois, alors qu'une passerelle neuve pour les mobilités douces aurait eu une largeur trois fois moindre. De fait, le tablier doit devenir une place publique surélevée. Sur chaque rive, le tablier est relié à un escalier et une rampe en serpentin de 120 mètres, respectivement de 3 et 3,5 m de large.
La passerelle est inaugurée le 29 juin 2024 et prend le nom de la sportive féministe Lucie Bréard.

## Ancien pont tournant

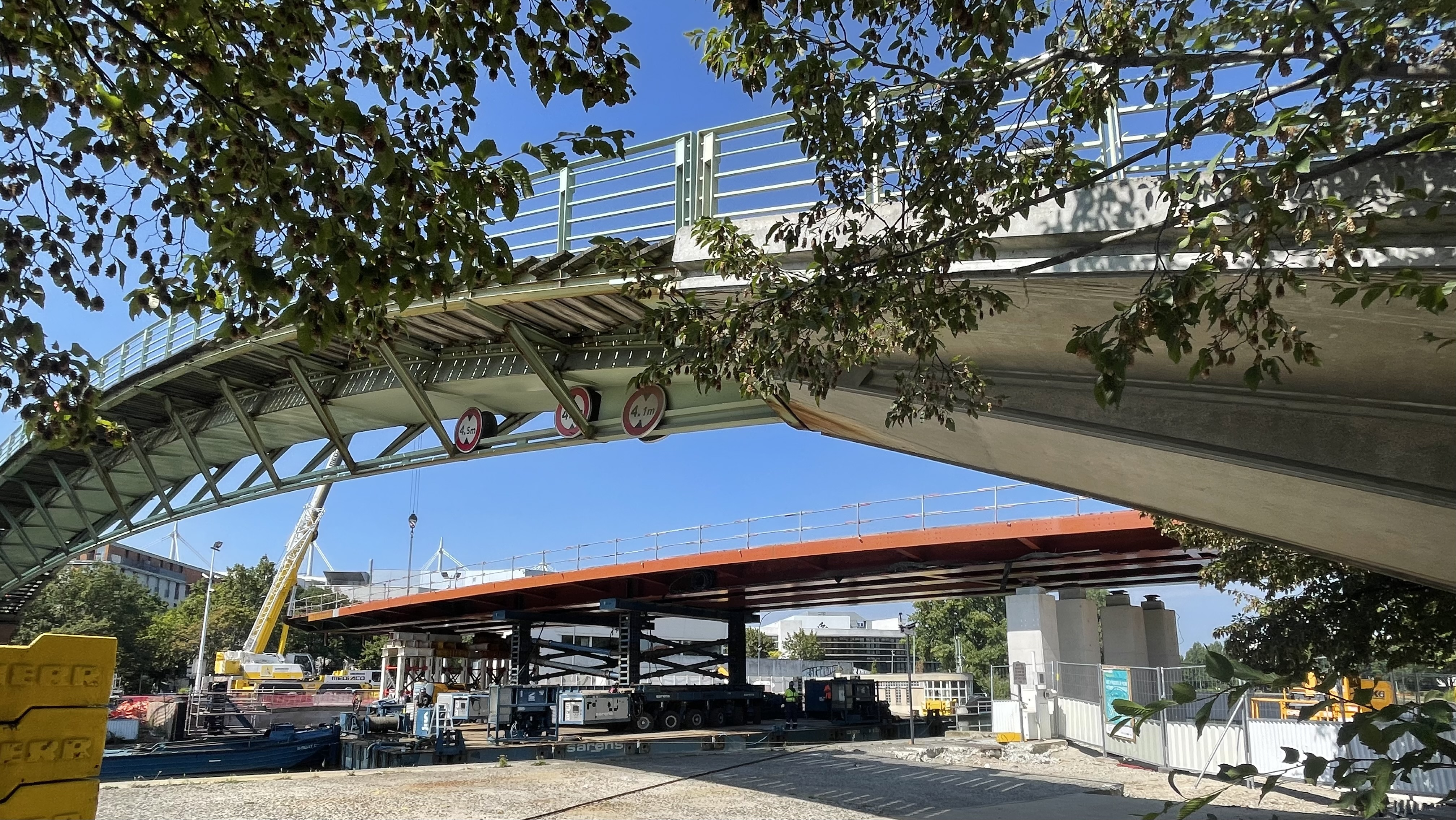
Le tablier de la nouvelle passerelle derrière la passerelle piétonne en arc.

Alors qu'il était prévu initialement avant la Coupe du monde de football 1998 pour assurer la desserte du Stade de France, le projet technique de pont tournant n'est validé qu'à l'été 2000. Devant jouxter la passerelle piétonne, le pont est soutenu à 90 centimètres au-dessus de l'eau et n'être donc pas en conflit visuel avec la réalisation de Marc Mimram. Conçu par l'architecte Charles Lavigne, le tablier mobile d'une portée de 45 mètres est constitué d'une structure métallique de poutres amincies en rive « pour donner l'image d'une lame tendue sur l'eau »
Le pont tournant est mis en service le 2 juin 2003, et se veut un moyen de relier deux quartiers à la sociologie très différente, d'une part l'habitat social du Franc-Moisin et le bâti privé ancien du quartier Bel Air, et d'autre part le secteur de Cornillon sur lequel est édifié le stade de France voyant arriver de grandes entreprises tertiaires. Mais, quand le pont tournant connait des pannes de plus en plus fréquentes depuis les années 2010, l'impression d'enclavement revient en revanche de manière prégnante chez les habitants de la rive droite.

## Passerelle piétonne en arc
La passerelle est inaugurée le 6 juin 1998 le même jour que la couverture de l’autoroute A1, Avenue du Président-Wilson. D'une longueur de 70 mètres, la passerelle est un pont en arc triangulé métallique reposant à chaque extrémité sur de culées en béton armé et, dans sa partie centrale, d'un caisson sous-tendu en acier de 70 mètres, recouvert d'un platelage en iroko. Le point haut de la passerelle se situe à 8,80 m au-dessus du niveau du l'eau, le gabarit de navigation est à 5,20 m. Après des études lancées en 1997, le concepteur a été désigné en juillet 1997, puis les travaux ont débuté en décembre 1997 pour s'achever fin mai 1998, afin d'être achevés avant la Coupe du monde de football 1998, pour un coût de 4,5 millions de francs. Du haut de la passerelle, on peut apercevoir la basilique Saint-Denis, ainsi que les deux quartiers qu'elle relie. Le pont métallique lui-même, d'un poids de 80 tonnes, est livré en un seul tenant par une péniche, après sa préfabrication à Viry-Châtillon (Essonne), et installé sur son emplacement par une grue le 22 mai,. La passerelle est en pente suffisamment raide pour présenter des marches d'escalier mais est également utilisable par les cyclistes en mettant pied à terre et en insérant la roue dans une goulotte.

Vues de la passerelle
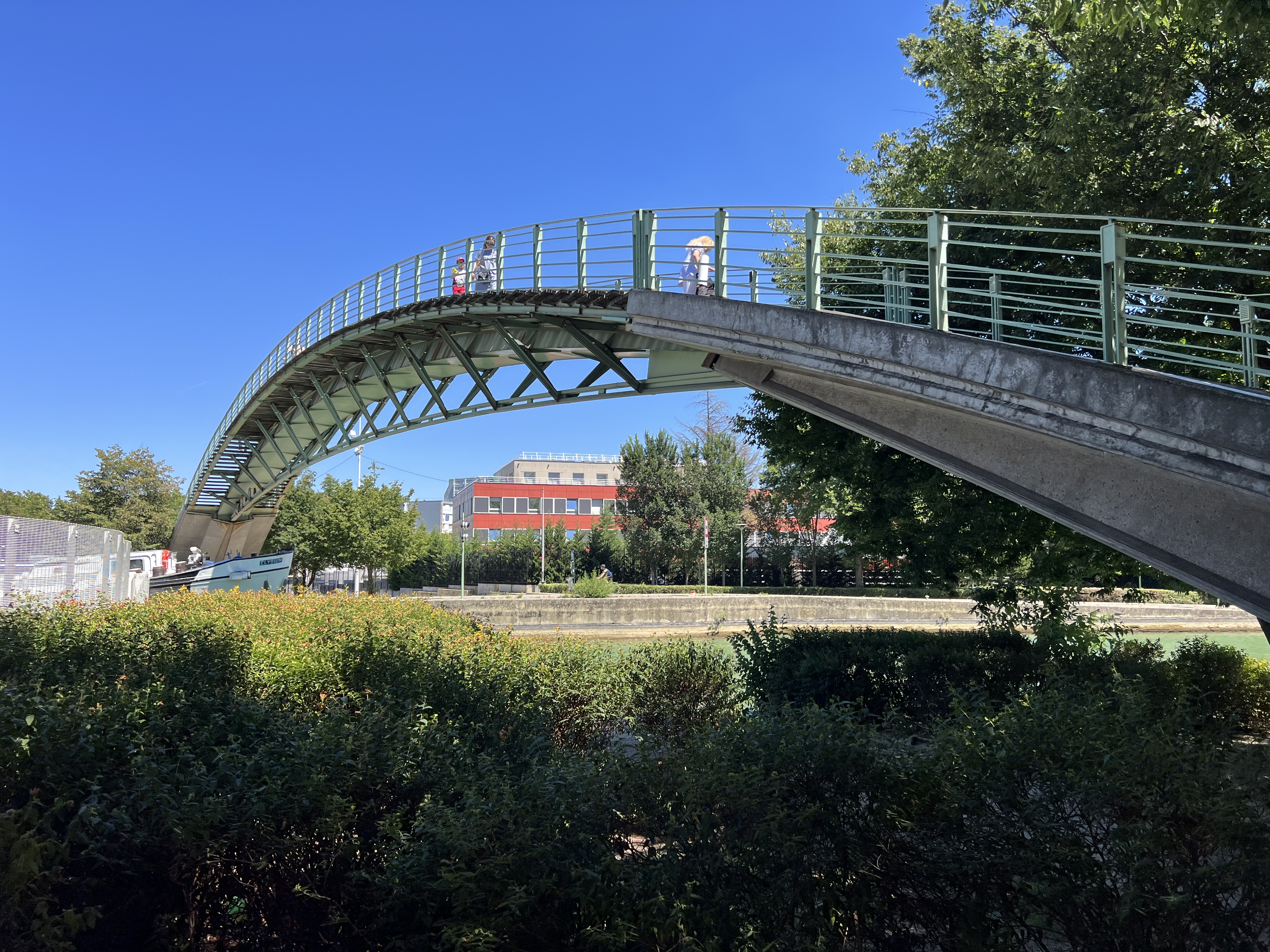
La passerelle en 2022.
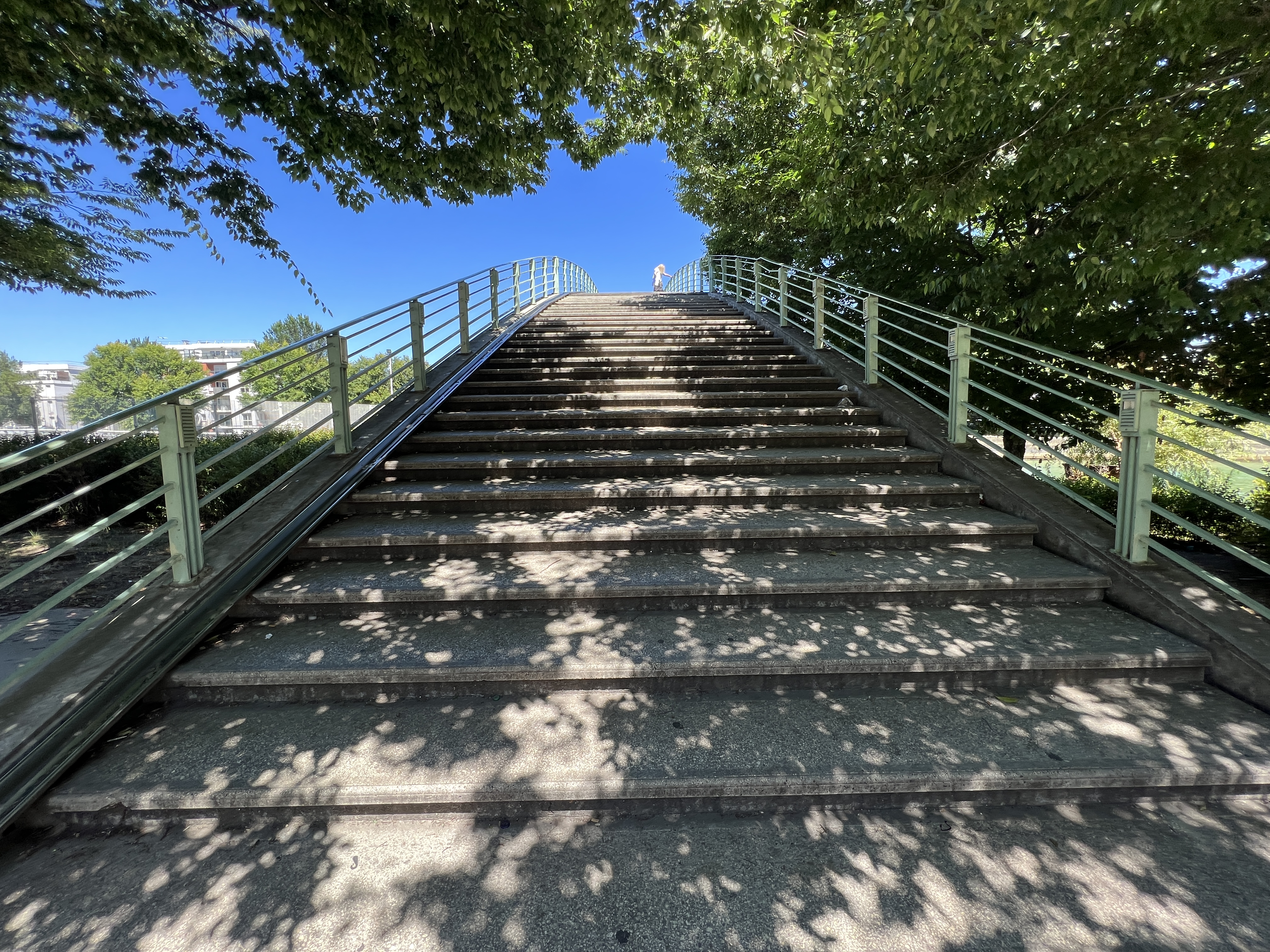
Marches sur la passerelle, le rail pour vélo étant visible à gauche.